# یواس‌اس اریکارا (ای‌تی‌اف-۹۸)
یواس‌اس اریکارا (ای‌تی‌اف-۹۸) (به انگلیسی: USS Arikara (ATF-98)) یک کشتی بود که طول آن ۲۰۵ فوت ۰ اینچ (۶۲٫۴۸ متر) بود. این کشتی در سال ۱۹۴۳ ساخته شد.